# ويليام تي. سميث
ويليام تي. سميث هو سياسي أمريكي، ولد في 25 يناير 1916، وتوفي في 30 مارس 2010. نشط حزبياً في الحزب الجمهوري. وقد انتخب عضو مجلس ولاية نيويورك ‏.